# Jiddisch
 Der er for få eller ingen kildehenvisninger i denne artikel, hvilket er et problem. Du kan hjælpe ved at angive troværdige kilder til de påstande, som fremføres i artiklen.

Jiddisch (jiddisch: יידיש) er et sprog af den germanske familie, med hebraiske og slaviske indslag, der tales af europæiske, særlig østeuropæiske, ashkenaziske jøder.
Sproget tales af ca. 4 millioner jøder rundt omkring i verden. Det udviklede sig mellem 800 og 1100-tallet som en sammensmeltning af mellem- og højtyske dialekter, hvori mange hebraiske ord blev optaget. Der er tydelig slavisk indflydelse, det ses f.eks. af ordstillingen. Der er også optaget mange engelske låneord i jiddisch. I dag er der nogle ortodokse jødiske menigheder, bl.a. i New York, London og Antwerpen, der har stærkt voksende sproggrupper som hovedsagelig bruger jiddisch som dagligsprog.
Selvom jiddisch anvender et tilpasset alfabet fra hebraisk, og mange ord er låneord fra hebraisk, er selve sproget ikke genetisk beslægtet med hebraisk.
Perioden 1800-1900 omtales ofte som den gyldne tidsalder for jiddisch litteratur. Den falder sammen med anstrengelserne for at genoplive det hebraiske sprog som et talt sprog – hvilket igen har indflydelse på genoplivningen af den hebraiske litteratur. Mange jiddische ord er kommet ind i de amerikansk-engelske leksika.
I dag er der godt 1000 jiddische låneord i tysk, hvoraf der dog udelukkende anvendes omkring 50 ord i daglig tale (2003). Især amerikansk engelsk har flere låneord fra jiddisch.
Før Anden Verdenskrig var der ingen standardiseret måde at skrive jiddisch på. Men takket være YIVO (Yidisher Visnshaftlekher Institut, Jiddische Videnskabelige Institut) findes det nu en bestemt stavemåde. Det var kun i Sovjetunionen der brugtes en anderledes stavning. 
En stor jiddisch forfatter var Salomon Rabinovic, 1859-1916 med pseudonymet Sholem Aleichem, der sidestilles med Mark Twain. Den polsk-amerikanske forfatter Isaac Bashevis Singer fik i 1978 Nobelprisen i litteratur for sit jiddische forfatterskab.
Yentl, en film af og med Barbra Streisand, fortæller om livet i Østeuropa for over 100 år siden, hvor der boede mange der talte jiddisch. Filmen giver et indblik i livet, traditioner og musik. Manuskriptet er baseret på en roman af Isaac Bashevis Singer.